# Bérou-la-Mulotière
Bérou-la-Mulotière är en kommun i departementet Eure-et-Loir i regionen Centre-Val de Loire strax norr om centrala Frankrike. Kommunen ligger i kantonen Brezolles som tillhör arrondissementet Dreux. År 2022 hade Bérou-la-Mulotière 345 invånare.

## Befolkningsutveckling
Antalet invånare i kommunen Bérou-la-Mulotière
Referens:INSEE